# A Bother About a Bomb
A Bother About a Bomb è un cortometraggio muto del 1914 diretto da Hay Plumb.

## Trama
Delle spie cercano di far saltare in aria il London Bridge.

## Produzione
Il film fu prodotto dalla Hepworth.

## Distribuzione
Distribuito dalla Hepworth, il film - un cortometraggio di 168 metri - uscì nelle sale cinematografiche britanniche nel dicembre 1914.
Fu distrutto nel 1924 dallo stesso produttore, Cecil M. Hepworth. Fallito, in gravissime difficoltà finanziarie, Hepworth pensò in questo modo di poter almeno recuperare il nitrato d'argento della pellicola.